# Ayapaneco
Ayapaneco hay Nuumte Oote)  là một ngôn ngữ thuộc ngữ hệ Mixe-Zoque, một trong 68 ngôn ngữ bản xứ ở México. Hiện nay trên thế giới còn duy nhất 2 người nói ngôn ngữ này (Manuel Segovia, 75 tuổi và Isidro Velazquez, 69 tuổi).
Ông Daniel Suslak, nhà nhân chủng học ngôn ngữ của Đại học Indiana đang làm việc để có thể phát hành cuốn từ điển tiếng Ayapaneco vào cuối năm nay, bằng cách tổng hợp từ vựng và thành ngữ từ hai người còn nói ngôn ngữ này.